# 马昭运
马昭运（1924年—2004年），男，安徽芜湖人，中国摄影家，曾任《安徽日报》摄影美术部主任，中国摄影家协会常务理事。